# Daïras de la wilaya d'Adrar

Wilaya d'Adrar

La wilaya d'Adrar, en Algérie, comporte six daïras (circonscriptions administratives), chacune comprenant plusieurs communes, pour un total de seize communes.

## Daïras de la wilaya d'Adrar
1. Adrar
2. Aoulef
3. Aougrout
4. Bordj Badji Mokhtar
5. Charouine
6. Fenoughil
7. Reggane
8. Timimoun
9. Tinerkouk
10. Tsabit
11. Zaouiet Kounta

Le tableau suivant donne la liste des daïras de la wilaya d'Adrar et les communes qui les composent
| Daïra          | Nombre de communes | Communes                        | Superficie (km²) | Population (hab.) |
| -------------- | ------------------ | ------------------------------- | ---------------- | ----------------- |
| Adrar          | 3                  | Adrar, Bouda, Ouled Ahmed Tammi | ...              | ...               |
| Aoulef         | 4                  | Akabli, Aoulef, Tamekten, Tit   | ...              | ...               |
| Fenoughil      | 3                  | Fenoughil, Tamantit, Tamest     | ...              | ...               |
| Reggane        | 2                  | Reggane, Sali                   | ...              | ...               |
| Tsabit         | 2                  | Sebaa, Tsabit                   | ...              | ...               |
| Zaouiet Kounta | 2                  | Zaouiet Kounta, In Zghmir       | ...              | ...               |